# Blattella asahinai
Blattella asahinai är en kackerlacksart som beskrevs av Mizukubo 1981. Blattella asahinai ingår i släktet Blattella och familjen småkackerlackor. Inga underarter finns listade.

## Bildgalleri

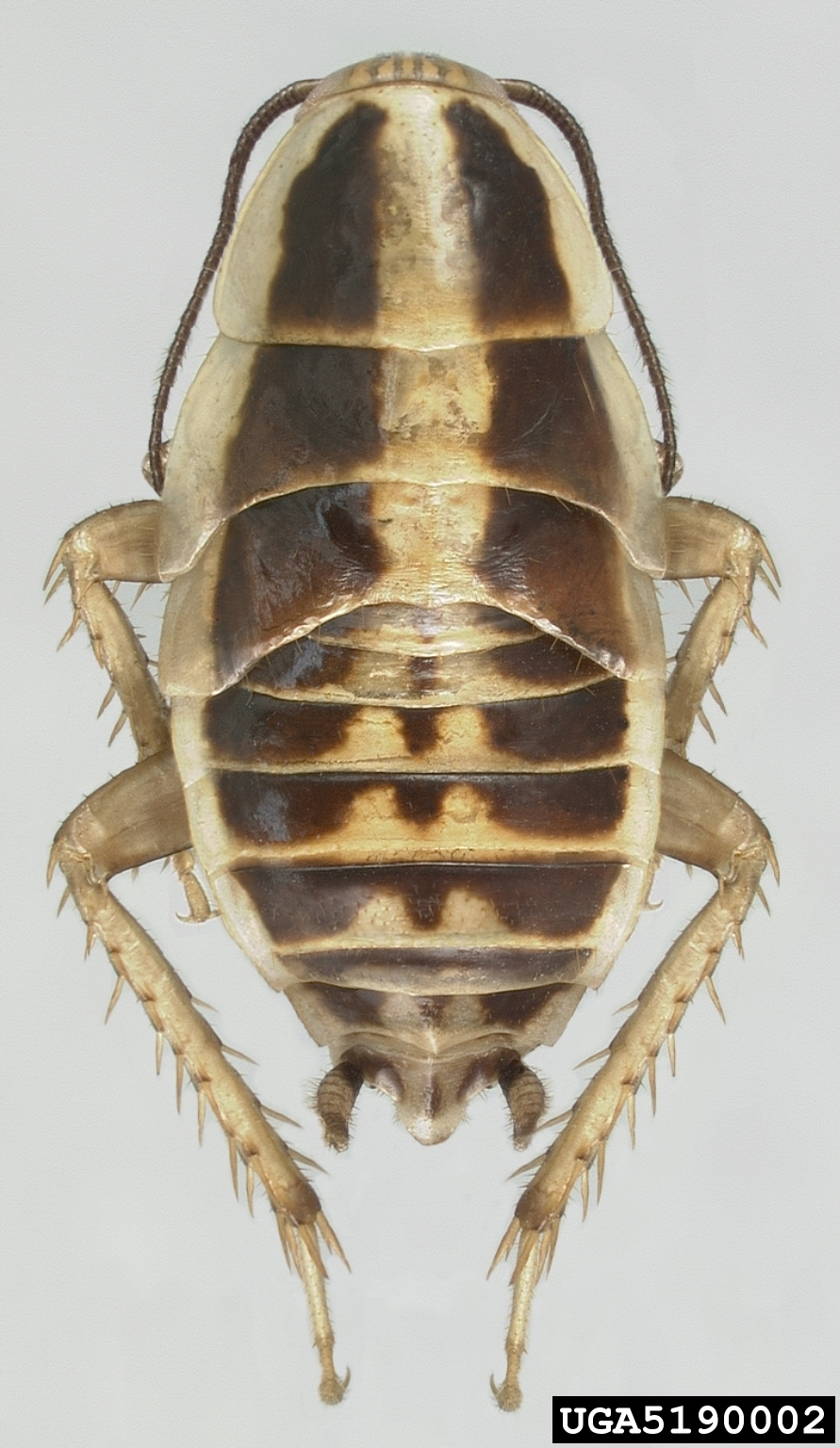
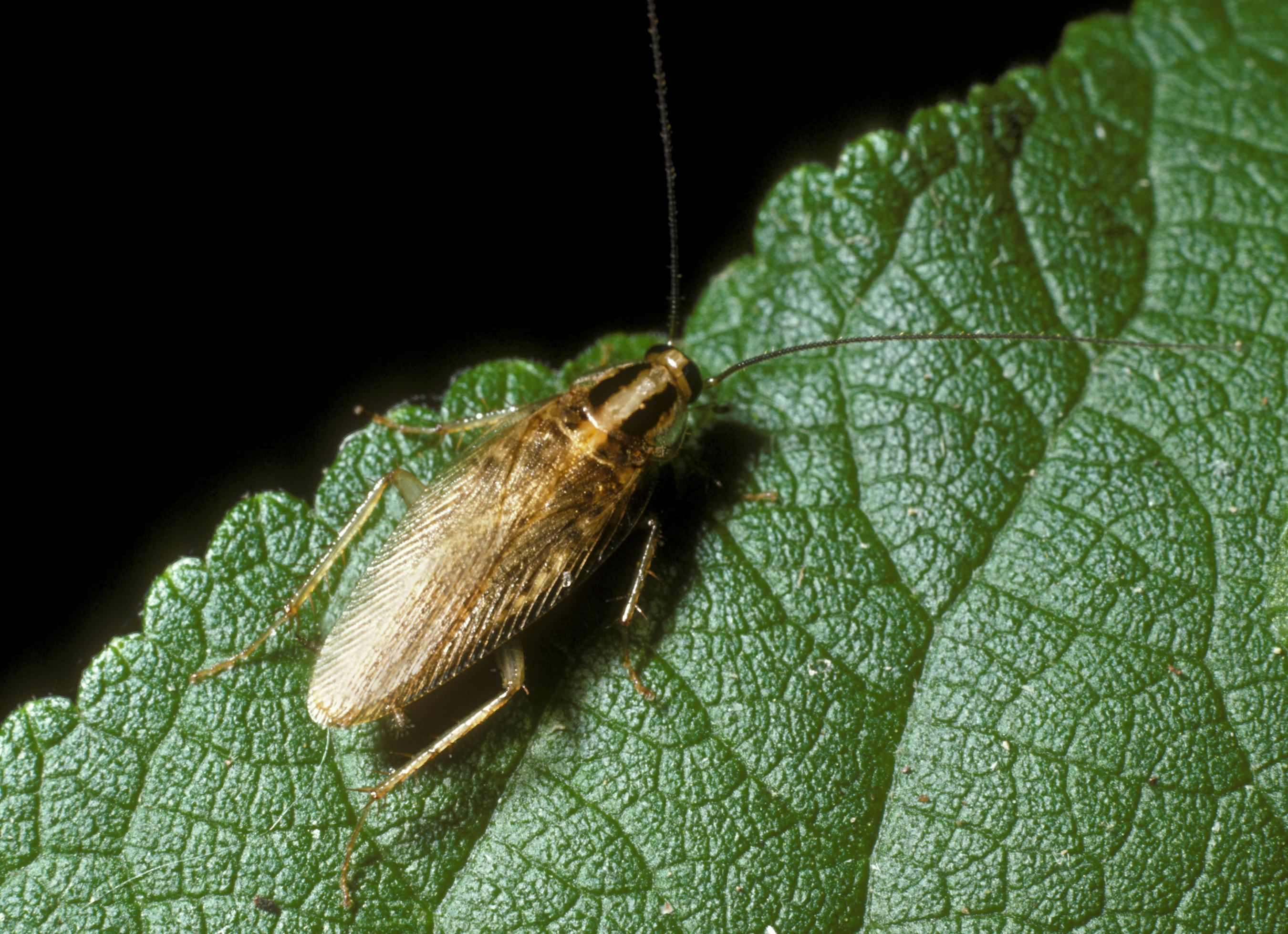